# Zwirn-Doppel-Pilot
Zwirn-Doppel-Pilot (auch Englisch-Leder genannt) ist ein fester Baumwollstoff, der hauptsächlich für Zunft- und Arbeitskleidung verwendet wird. Je nach Hersteller und Typ hat er ein Gewicht von 500 g/m² bis 600 g/m². Der Einlaufwert liegt bei ca. 4 % in der Länge. Seine Eigenschaften sind, dass er besonders robust ist, eine hohe Scheuerfestigkeit aufweist, atmungsaktiv und feuchtigkeitsabsorbierend ist sowie Schutz vor Schweißfunken bietet.
Siehe auch: Deutschleder und Moleskin

## Belege
1. ↑  Zwirn Doppelpilot, Canvas, Cordura, Trenkerkord, Genuacord??? Was ist was? (Memento vom 17. Oktober 2010 im Internet Archive)